# Češenik
Češenik este o localitate din comuna Domžale, Slovenia, cu o populație de 156 de locuitori.